# St. Alexius-/St. Josef-Krankenhaus

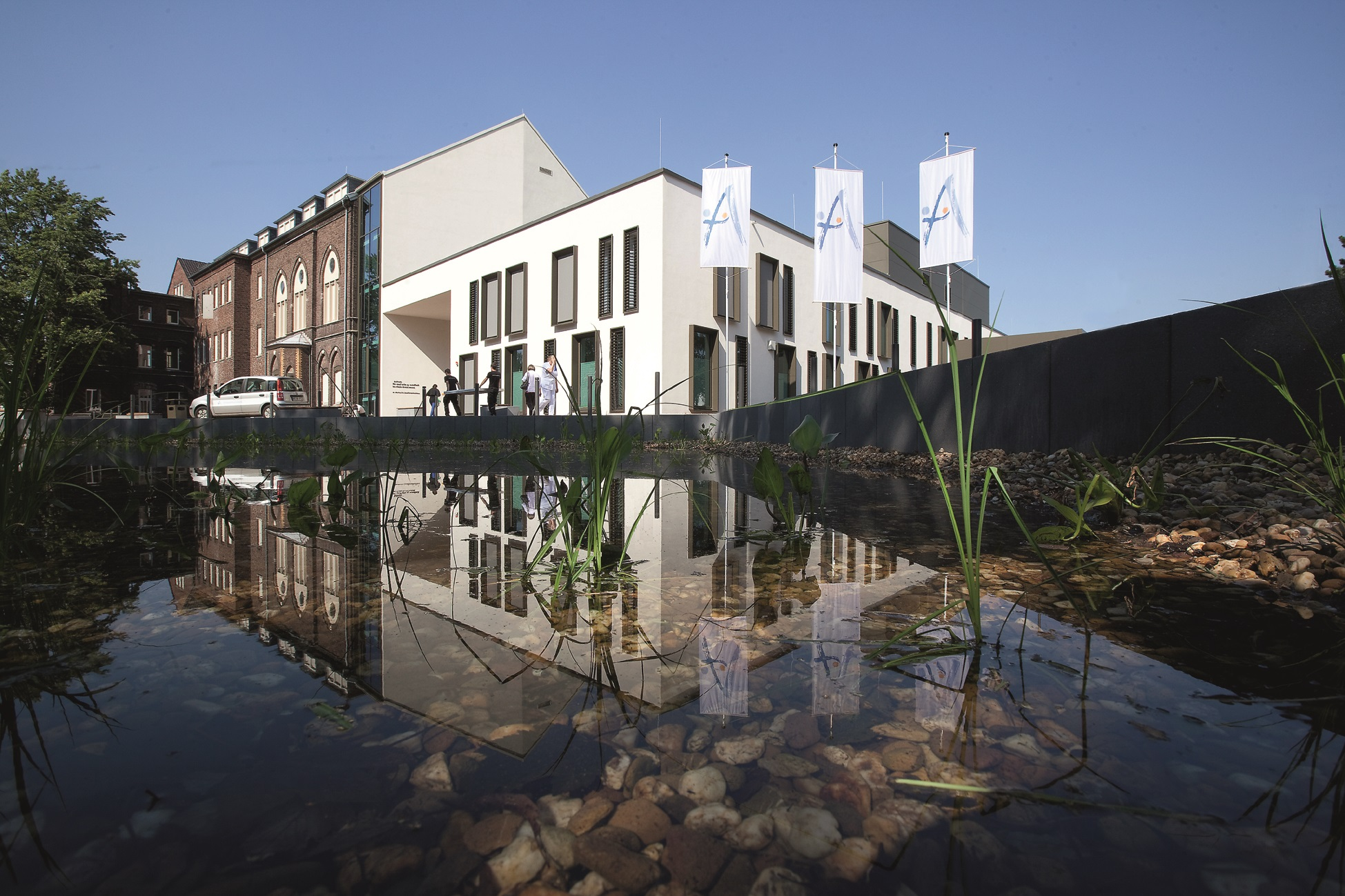
Alexius/Josef Krankenhaus außen, 2012

Das Alexius/Josef Krankenhaus ist eine psychiatrische Fachklinik in Neuss und gehört zum Verbund der St. Augustinus Gruppe. Zusammen mit dem Ambulanten Zentrum und den angeschlossenen Tageskliniken bildet das Haus das Zentrum für seelische Gesundheit.

## Geschichte
Die Neusser Augustinerinnen sorgten ab der Mitte des 19. Jahrhunderts für psychisch kranke Frauen und gründeten schließlich 1858 die erste Pflege-Anstalt für Frauen in Neuss unter der Leitung von Mutter Johanna Etienne, das spätere St. Josef-Krankenhaus.
Mit dem St.-Alexius-Krankenhaus errichteten die Neusser Alexianerbrüder 1868 ein eigenes Haus für psychisch kranke Männer. Beide Einrichtungen lagen damals vor den Stadtmauern von Neuss und waren nur durch eine Straße voneinander getrennt.
Der fehlende Ordensnachwuchs führte dazu, dass die Neusser Augustinerinnen 2002 die Stiftung „Cor unum – Bewahrung des Erbes“ gründeten und die zahlreichen Einrichtungen in gGmbHs umwandelten, da sie die Häuser nicht mehr mit eigenen Personal leiten konnten.
Im Juni 2004 erfolgte die Gründung der St. Augustinus-Kliniken gGmbH, die aus der Stiftung „Cor unum“ der Augustinerinnen zusammen mit der Neusser Provinz der Brüder vom Hl. Alexius hervorging.
Zunächst wurden die psychiatrischen Fachkliniken St. Alexius und St. Josef noch als eigenständige Häuser geführt. 2008 erfolgte dann schließlich der erste Spatenstich für ein gemeinsames Haus.
Das Hauptgebäude des St. Josef-Krankenhauses wurde abgerissen. Ein Altbau im Stil der Neugotik und eine Kapelle aus den 1950er Jahren wurden durch Neubauten ergänzt. Die Flügel bilden ein Atrium.
Das Zentrum für seelische Gesundheit, das Alexius/Josef Krankenhaus, wurde 2012 eingeweiht und bietet eine moderne und flächendeckende Psychiatrie für den Rhein-Kreis Neuss.

## Einrichtung

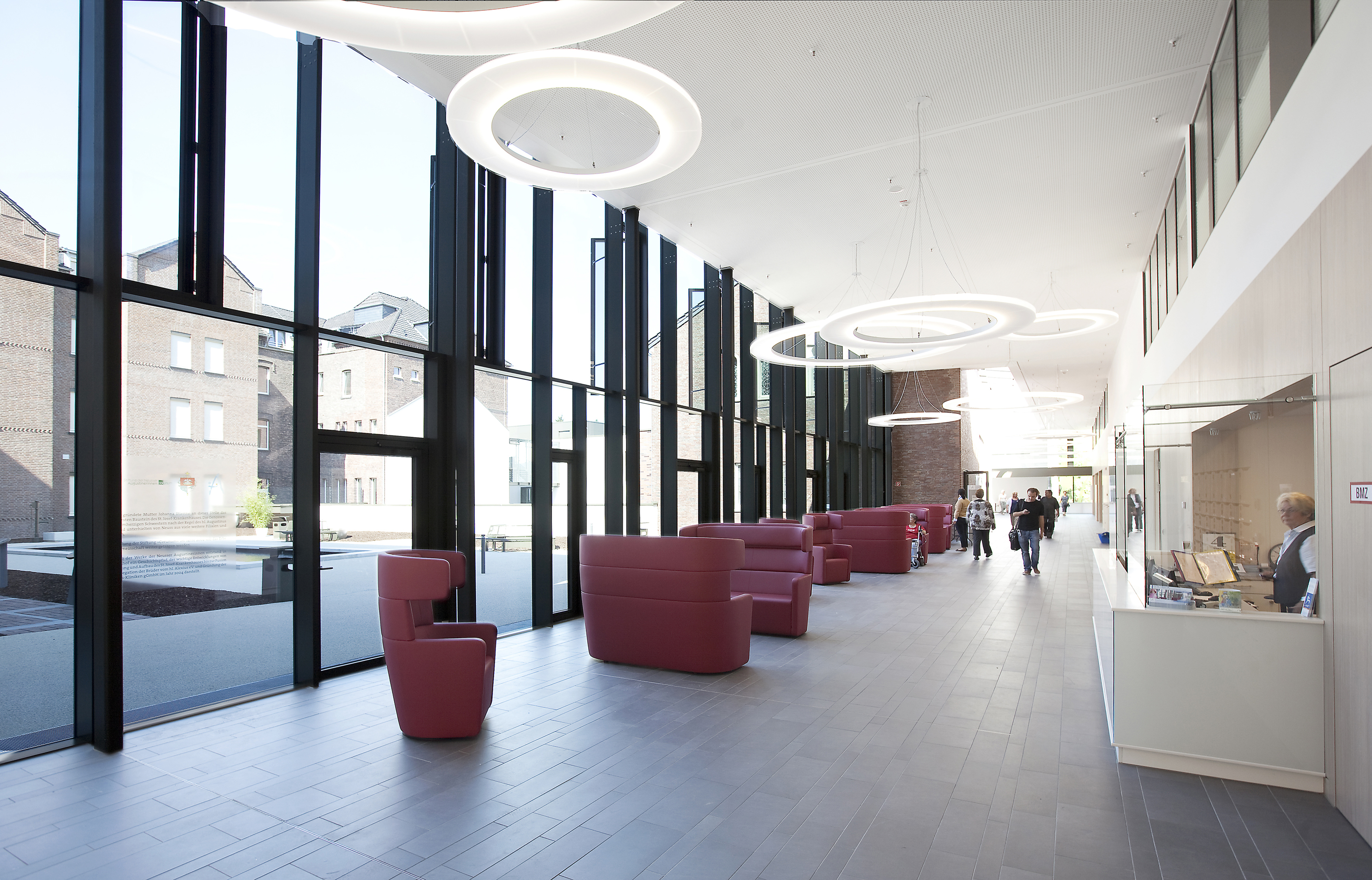
Eingangsbereich, 2012

Das Haus verfügt über 419 Plätze in Ein- und Zwei-Bettzimmern. Es werden 671 Mitarbeiter beschäftigt. Jedes Jahr werden im Alexius/Josef Krankenhaus etwa 6000 Patienten stationär und 20.000 Patienten ambulant behandelt.
Der Träger des Krankenhauses ist die St. Augustinus Gruppe. Geleitet wird das Krankenhaus von Martin Köhne als Geschäftsführer und Ärztlicher Direktor.

### Fachbereiche
Allgemeinpsychiatrie
Im Fachbereich Allgemeinpsychiatrie werden Menschen mit Angsterkrankungen, Depressionen, bipolare Störungen und Psychosen behandelt und bei der Bewältigung von Krisensituationen unterstützt. Die Arbeit erfolgt auf Akut-Stationen für eine Behandlung in akuten Krisen, bei Bedarf auch im geschützten Rahmen. Auf zwei Postakut-Stationen wird eine individuell angepasste Psychotherapie angeboten.
Auf den spezialisierten Schwerpunktstationen für Borderline- und Trauma-Patienten wird mit zertifizierten Behandlungskonzepten an der Erkrankung gearbeitet.
Psychosomatik
Die Psychosomatik fokussiert sich auf die Wechselwirkung körperlicher, psychischer und sozialer Faktoren und deren Auswirkungen auf den Menschen. Im Alexius/Josef Krankenhaus behandelt ein interdisziplinäres Team aus Fachärzten für Psychosomatische Medizin und Psychotherapie, Fachärzten für Psychiatrie und Psychotherapie und anderen Bereichen Patienten mit psychosomatischen Erkrankungen. Es wird eine stationäre Behandlung auf der Station Katharina sowie eine psychosomatische Spezialsprechstunde im Johanna Etienne Krankenhaus angeboten.
Gerontopsychiatrie
Die Gerontopsychiatrie beschäftigt sich mit psychischen Erkrankungen älterer Menschen und wird als eigener Teilbereich der Psychiatrie verstanden. Steht bei einem älteren Menschen eine psychische Störung im Vordergrund und reicht eine ambulante Behandlung nicht aus, sollte eine stationäre gerontopsychiatrische Behandlung im offenen oder geschützten Bereich erfolgen.
Sucht
Für das stationäre Angebot stehen drei Stationen zur Behandlung von stoffgebundenen Abhängigkeitserkrankungen zur Verfügung, wobei in der Behandlungsplanung auch psychische Störungen, familiäre und soziale Probleme individuell berücksichtigt werden.
Tageskliniken
Sieben Tageskliniken in Neuss, Grevenbroich, Korschenbroich, Dormagen und Meerbusch ermöglichen eine Behandlung mit kurzen Wegen für die Erkrankten. Wenn eine teilstationäre Behandlung ausreicht, der Patient also die Nacht im gewohnten Umfeld verbringt, kann mit den dezentralen Einrichtungen eine Behandlung in Wohnortnähe gewährleistet werden. Angeschlossene Ambulanzen ermöglichen auch eine rein ambulante Therapie.
Abendklinik
In der psychotherapeutischen Abendklinik des Alexius/Josef Krankenhauses erhalten Patienten eine intensive psychotherapeutische Behandlung in den Abendstunden. Das Angebot ist auf junge Menschen zwischen 18 und 30 Jahren spezialisiert. Eine weitere Besonderheit ist, dass ein Präsenzangebot vor Ort mit Online-Modulen kombiniert wird, die von zu Hause aus absolviert werden können.
Ambulante Angebote
Neben der allgemeinpsychiatrischen Ambulanz bietet das Ambulante Zentrum eine Reihe spezialisierter Angebote wie muttersprachliche Sprechstunden für Migranten, eine Traumaambulanz, Kinder- und Jugendambulanz und eine Sprechstunde für Leistungssportler.

## Auszeichnungen
Seit 2011 gehört das Haus laut Focus Magazin zu den „Top Kliniken Deutschlands“.